# More Than This (Album)
More Than This ist das zweite Studioalbum der britischen Indie-Rock-Band The Luka State. Das Album erschien am 10. März 2023 über Thirty Tigers.

## Entstehung
Die Band schrieb seit der Veröffentlichung ihres Debütalbums Fall in Fall Out im Januar 2021 konstant neue Lieder. Sänger Conrad Ellis speicherte dabei Melodien und Textzeilen auf seinem Handy, die später zusammen ausgearbeitet wurden. Andere Lieder wurden von der Band zusammen in Jamsessions geschrieben. Die Texte auf More Than This würden laut Sänger Conrad Ellis einige unbequeme Themen wie gesellschaftliche Spaltung, psychische Gesundheit, Drogenmissbrauch, Freundschaft, Liebe und alles dazwischen. Das Album hätte aber eine positive Botschaft. Füreinander da zu sein und sich gegenseitig Liebe und Unterstützung zu zeigen wäre der Weg, wie die Menschheit im Leben gewinnen kann.
Das Album wurde von Dan Austin und Adrian Bushby produziert und gemischt, während Dick Beetham das Mastering übernahm. Für die Lieder Oxygen Thief, Bring Us Down, Stick Around, More Than This, Matter of Fact und Two Worlds Apart wurden Musikvideos veröffentlicht. Der auf dem Albumcover abgebildete Junge stammt aus Winsford, der Heimatstadt von The Luka State. Die Band will mit dem Foto die Realität einer Arbeiterklasse-Stadt zeigen und fotografierten den Jungen vor einem der für immer geschlossenen Läden in der Stadt.

## Titelliste
1. Bring Us Down – 3:23
2. Oxygen Thief – 2:57
3. Losing Streak – 3:25
4. Two Worlds Apart – 3:04
5. Stick Around – 3:24
6. More Than This – 3:02
7. Matter of Fact – 3:23
8. Tightrope (Walking on a Wire) – 3:24
9. Swimming Backwards – 3:23
10. Metamorphosis – 2:47
11. Change – 2:54
12. Movies – 3:28

## Rezeption
Gunther Reinhardt vom deutschen Magazin Rolling Stone schrieb, dass The Luka State „zwischen Britpunk und Stadionrock ein herrlich lautes, knurriges und direktes Rockalbum abliefern, wie man es lange nicht mehr gehört hat. Reinhardt vergab acht von zehn Punkten“. Malin Jerome Weber vom deutschen Onlinemagazin Morecore beschrieb More Than This als „solide Rockplatte, die es schafft, modernes Songwriting und eine raue Produktion unter einen Hut zu bringen“. Zwar würde der Band noch „die großen Alleinstellungsmerkmale fehlen“, jedoch „überzeugt die Band durch die Eingängigkeit der Songs und einer guten Message“. Weber vergab sieben von zehn Punkte.